# フェニアン襲撃
フェニアン襲撃（フェニアンしゅうげき、英: Fenian raids）は、1866年から1871年にかけて、アメリカ合衆国内を本拠とするアイルランド人のフェニアン団が、イギリスにアイルランドから撤退するよう圧力を掛けるために、カナダにあるイギリス軍の砦、税関などの標的に襲撃を掛けたものである。この事件によってカトリック教徒のアイルランド系カナダ人の多くを分裂させ、その多くは新しい故郷であるカナダへの忠誠心とフェニアン団が目的とすることへの同情心の間で引き裂かれた。プロテスタント系アイルランド人は概してイギリスに忠実であり、オレンジ国教党と共にフェニアン団に対抗して戦った。アメリカ合衆国当局はフェニアン団員を逮捕しその後に彼らの武器を押収したものの、政府要人の多くは南北戦争の時にイギリスがアメリカ連合国を援助したと解釈できる行動に怒り、侵入の準備には目を瞑っていた。フェニアンによる襲撃の主なものは5回あった。

## カンポベロ島襲撃（1866年）
フェニアン襲撃は1866年4月にニューブランズウィック州カンポベロ島で始まった。700人以上の戦士からなるフェニアン団がイギリスからカンポベロ島を奪うことを意図して、島の対岸であるメイン州海岸に到着した。これにアメリカ合衆国政府が干渉し、アメリカ軍が侵入者を追い散らした。この行動によってイギリス領北アメリカ植民地であるノバスコシアと、前はアッパー・カナダ（現在のオンタリオ州）とローワー・カナダ（現在のケベック州）に分かれていたカナダ連合州とを結合し、カナダ自治領を造ることでニューブランズウィックを守るという考え方を補強することになった。

## ナイアガラ襲撃（リッジウェイの戦いとフォートエリーの戦い、1866年）
1866年、フェニアン団は2つの派に分かれており、創設者のジョン・オマホニーが率いる当初からの派はアイルランドの反乱のために資金を集めることに集中した。ウィリアム・R・ロバーツが率いるより好戦的な「セネイト派」の指導者達は、カナダ州あるいはイギリス領北アメリカの他の部分へ限定的でも侵入に成功すれば、その行動の梃子になるものと考えた。4月にオマホニーが認めていたニューブランズウィック襲撃の試みが失敗した後で、セネイト派フェニアンは独自のカナダ侵略作戦を実行に移した。セネイトの「陸軍長官」である元北軍の傑出した士官だったT・W・スウィーニー将軍が書き上げたこの作戦は、カナダ・ウェスト（現在のオンタリオ州南部）とカナダ・イースト（現在のケベック州）を分断し、カナダ・イーストからイギリス軍援軍が到着する可能性を無くすために同時に数箇所から侵入することを求めていた。作戦の重要点はニューヨーク州バッファローからフォートエリーに陽動攻撃を掛けることであり、近くのウェランド運河を攻撃する振りをしてトロントから軍隊を遠ざけることが意図された。これは数日後のケベック襲撃を除けば、1866年6月に実際に始められたフェニアンの唯一の攻撃となった。
6月1日の初めの14時間のうちに、ジョン・オニール大佐の指揮でおよそ1,000名ないし1,300名のフェニアンがナイアガラ川を渡った。アメリカ海軍の側輪砲艦USSミシガンはその乗組員の中にいたフェニアンに妨害されて、午後2時15分までフェニアンへの干渉を始められなかった。これはオニールの主力に先立ってオーウェン・スターの先遣隊が川を渡ってから14時間後だった。USSミシガンが介入すると、ナイアガラ地域にいるオニール隊は補給物資や数百名（カナダ側史料では3,000名）にのぼるフェニアン反乱者の援軍から切り離された。

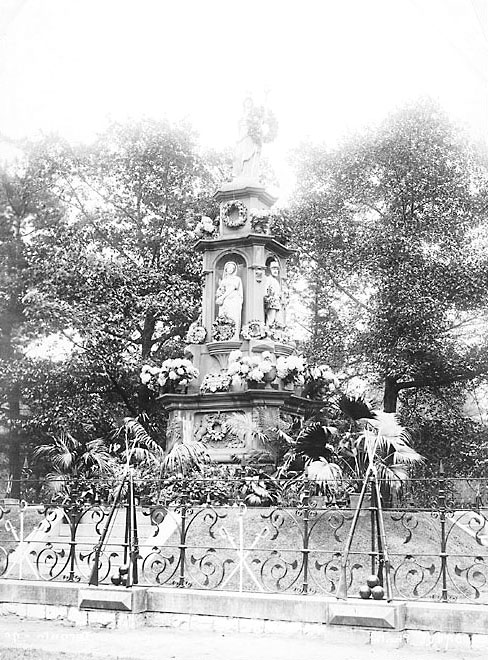
フェニアン記念碑、 - トロントのクィーンズ公園、1890年頃

オニールのフェニアン部隊は自隊を「アイルランド共和軍」(IRA)と呼んでおり、共和軍のボタンを着けた制服を着ている者もいた。これはこの言葉が使われた最初の例と考えられている。カナダ国立公文書館にある良く知られたこの戦闘の絵画は金色のハープの上にIRAの文字がある緑地の旗を描いている。実際に当時のフェニアンが使った記章は通常サンバースト（周りにギザギザの光がついた太陽）だった。
カナダ人民兵隊は他の地域から夜通し行軍してきた部隊と集結した後で、フォートエリーの西にある小さな集落リッジウェイの北で翌朝約300名のフェニアンの良く練られた待ち伏せにあった（リッジウェイの戦い）。リッジウェイにいたフェニアン隊は夜の間に脱走や他の場所への配置によって勢力を落としていた。カナダ民兵隊は基本的訓練以上のものは受けていない未経験の志願兵から構成されており、主にエンフィールド銃を装備していることではフェニアンの武装と同等だった。クィーンズ・オウン・ライフルズ連隊の1個中隊は前日にトロントから川を渡ってくるときにスペンサー連発銃を装備していたが、それを使う機会にはあたらなかった。フェニアン隊は大半が南北戦争で鍛えられた古参兵であり、戦争で残っていた武器を購入してきており、エンフィールド銃かそれ相当のスプリングフィールド銃を持っていた。
カナダ民兵隊が列を乱して後退し、戦場や近くの農家に戦死者や負傷者を残して行った。一方フェニアン隊は1798年のダンケーンの戦い以来のイギリスに対するアイルランドの勝利を祝った。カナダ民兵隊は戦場で31名が戦死し、2名が負傷がもとで死に、4名はその後の従軍中に病気で死に、94名は負傷するか病気で戦闘不能となった。
この最初の衝突後カナダ民兵隊はエリー湖のウェランド運河の南端にあるポートコルボーンまで撤退し、フェニアン隊はリッジウェイで小休止した後でフォートエリーに戻った。そこで別の戦い（フォートエリーの戦い）が起こり、フェニアン隊の後ろに移動してきていた地元カナダ民兵隊の大きな集団を降伏させた。しかしフェニアン隊の残りは援軍が川を渡れないことや、カナダ民兵隊とイギリス正規兵の大部隊が接近していることを考慮して、バッファローに戻る道を選んだ。フェニアン隊はUSSミシガンに遮られ、アメリカ海軍に降伏した。
後の証言ではカナダ民兵隊の敗因は「臆病で、非愛国的で、裏切り行為」の性であり、フェニアン隊より大いに劣った部隊だったという申立をしている。武装は両軍とも同等だった。戦闘の雌雄を決したのはフェニアン隊の騎兵について誤った報告があり、当時の歩兵の騎兵に対する戦術である方陣を採るよう指示が与えられたことだった。誤りに気付いて、陣形を変えようとしたときはフェニアン隊にあまりにも近付きすぎていて変えられなかった。カナダ民兵隊の行動に関する査問委員会は第5軍管区の旅団副官J・ストートン・デニス中佐を無罪にしたが、査問委員会の議長ジョージ・T・デニソン大佐は重要なポイントについてその同僚とは意見を異にしたと言われている。カナダ志願兵の指揮を委譲されていたアルバート・ブッカー中佐の失態に対する申立については、同じ査問委員会で「刊行物で彼に与えられた不利な非難には少しの根拠も無い」と決裁された。これらの申立はブッカーの残りの人生で付いて回ることになった。
この侵略が始まってから5日後にアメリカ合衆国大統領アンドリュー・ジョンソンは中立の法の執行を要求する声明を発し、侵略は継続しないことを保証した。ユリシーズ・グラントとジョージ・ミード各将軍がバッファローに行って事態の評価を行った。当座、グラント将軍の指示に従って、ミード将軍は今後国境を侵す如何なる者も阻止するという厳命を出した。グラント将軍はセントルイスに向かい、一方ミード将軍はリッジウェイの戦いが終わり、フェニアン隊がバッファローに拘禁されていることを確認して、ニューヨーク州オグデンスバーグに行き、セントローレンス川地帯の状況を監督した。その後アメリカ陸軍がフェニアン隊の武器弾薬を押収するよう命令され、それ以上国境を越えることのないようにした。6月7日にでた別の指示では、フェニアンと思われる者は誰でも逮捕せよということだった。
皮肉なことにフェニアンはアイルランドの独立のために大きな影響を与えられなかったが、1866年の襲撃とカナダ植民地軍がこれを撃退できなかったことで、1867年のカナダ連邦形成を促進することになった。歴史家の中にはカナダ軍の壊走が躊躇していた海洋植民地に集団的安全保障の手段を採るための決定票を投じさせたと論じ、リッジウェイを「カナダを作った戦闘」と位置付ける者がいる。
2006年6月、オンタリオ州の遺産保持機関がこの戦闘の140周年を記念してリッジウェイで銘盤を除幕した。今日のカナダ軍にあるクィーンズ・オウン・ライフルズ連隊の多くの隊員は、毎年6月2日に近い週末にリッジウェイ戦場跡を訪れ、戦場の自転車ツアーを行っている。
スコットランドからの移民で以前のカナダ賛歌 "The Maple Leaf Forever"の作者、かつオレンジ国教党だったアレクサンダー・ミューアは、クィーンズ・オウン・ライフルズ連隊に属してリッジウェイで戦った。
フェニアンの指揮官はトマス・ウィリアム・スウィーニー将軍であり、この事件でアメリカ合衆国政府に逮捕されたが、後にアメリカ陸軍に従軍し、1870年に退役した。

## ピジョンヒル襲撃（1866年）
フェニアン隊によるケベックのピジョンヒルへの襲撃は1866年6月7日に起こった。

## ミシスコイ郡襲撃（1870年）

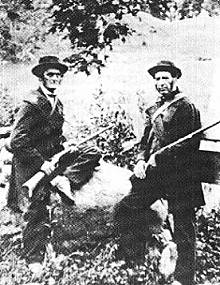
フェニアンに対抗して守備につくカナダ民兵、1870年

ミシスコイ郡襲撃は1870年にピジョンヒル襲撃に近い場所で起こり、トマス・ビリス・ビーチからの情報を得たカナダ軍は攻撃を待ち受け、撃退することができた。

## ペンビーナ襲撃（1871年）

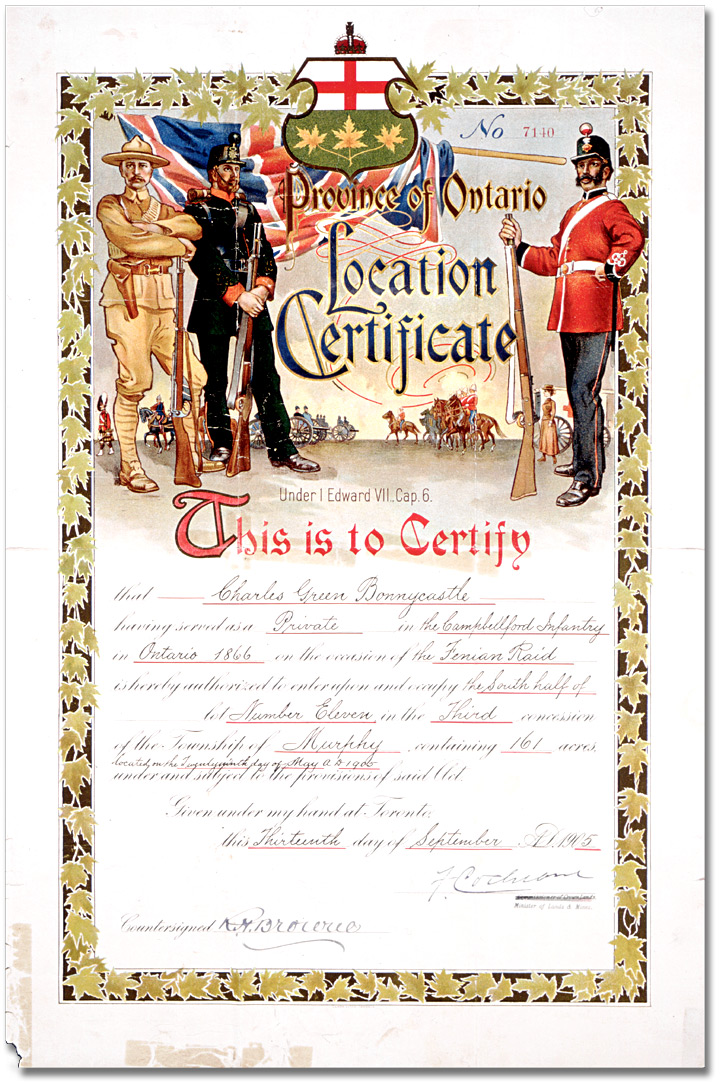
1905年に発行された位置証明書

フェニアンのジョン・オニールは1870年のカナダ侵入に失敗した後でセネイト派からサベージ派に変わった。その見返りにサベージ派統帥評議会の席を与えられた。1871年、オニールとW・B・オドナヒューという変わり者がサベージ派評議会にノースダコタ国境を越えてカナダに侵略することを求めた。評議会は概してカナダで冒険することと特にオニールに倦んでおり、それに応えようとはしなかった。オニールのアイディアは却下されたが、評議会は彼に武器を与えることを約束し、彼とその襲撃を公には非難しないことに同意した。オニールは侵略を率いる為にフェニアンから脱会し、ミネソタ州セントポールでカナダのウィニペグに近いマニトバを侵略する作戦を立てた。ジョン・オニールとW・B・オドナヒューおよびジョン・J・ドンリーに率いられた35名程の隊員がルイ・リエルの率いるフランス人とインディアンの混血であるメティの隊との合流を期待していた。オニールは部隊を率いて10月5日に国境のすぐ北にあるハドソン湾会社の基地を占領することができた。オニールとドンリーおよび10名の隊員がノースダコタ州ペンビーナ近くでロイド・ホイートン大尉の指揮するアメリカ陸軍に拘束された。襲撃は最初から躓いた。この拘束はアメリカ合衆国の領土内で起こったものであり、リエルが率いるメティ隊は侵略の初めにイギリス軍との停戦合意に署名した。リエルとそのメティ隊がオドナヒューを捕捉し、アメリカ合衆国政府に引き渡した。連邦政府の曖昧な対応の中で、オニールはダコタで1度、ミネソタで1度、都合2度逮捕されたが、釈放され、告発されることもなかった。オニールと共に逮捕された10名はオニールとドンリーに「騙された者」として裁判所から釈放された。

## 太平洋岸北西部での扇動

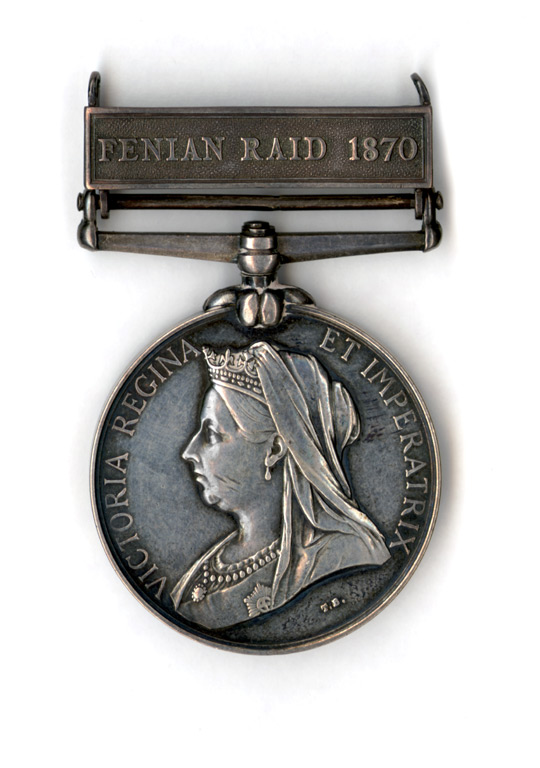
カナダの一般従軍勲章（1866年-1870年）、上の横板に「フェニアン襲撃、1870年」の文字が見える

フェニアン団は1870年代と1880年代に太平洋岸北西部で公然と組織を作り、ブリティッシュコロンビアへの侵入を扇動した。襲撃は行われなかったが、1886年のカナダ太平洋鉄道開通式には、イギリス軍がバンクーバーの新しい終着駅に大型艦船を多数派遣するなど緊張関係があった。

## 効果とその後の影響
フェニアン団のカナダ侵略に関する支援は廃れていった。1890年代以降襲撃の実際的脅威もなくなった。しかし、この襲撃はカナダとアメリカ合衆国の関係に襲撃後長く大きな影響を残した。
カナダでは、アメリカ合衆国政府がソッポを見ており、カナダへの襲撃を防げなかったと感じたことで大きな怒りを感じていた。アメリカ合衆国大統領のアンドリュー・ジョンソンが「達成された事実を認める」と発言して、フェニアンが成功しておればそれを支持することを仄めかしたことで、初期の襲撃に承認を与えていた兆候すらある。
カナダとアメリカ合衆国の関係は南北戦争に向う数十年間で改善されていたが、20世紀最初の10年間でイギリスとアメリカが歩み寄るまで歪みを生じたままになった。しかし、この時を境に両国の関係はかなり修復されたが、第二次世界大戦で協同行動を行うまでかなり距離があったのも事実だった。

## フェニアン団兵士の歌
| 我等はフェニアン団、戦術に優れ 敬愛する国、アイルランドのために戦いに行く 青をまとった兵士達とともに多くの戦闘に勝利した 我等はカナダに行って占領する、それ以上のことは要らない | We are the Fenian Brotherhood, skilled in the arts of war, And we're going to fight for Ireland, the land we adore, Many battles we have won, along with the boys in blue, And we'll go and capture Canada, for we've nothing else to do. -- Fenian soldier's song |